# Neptis anjana
Neptis anjana är en fjärilsart som beskrevs av Moore 1881. Neptis anjana ingår i släktet Neptis och familjen praktfjärilar. Inga underarter finns listade i Catalogue of Life.

## Bildgalleri

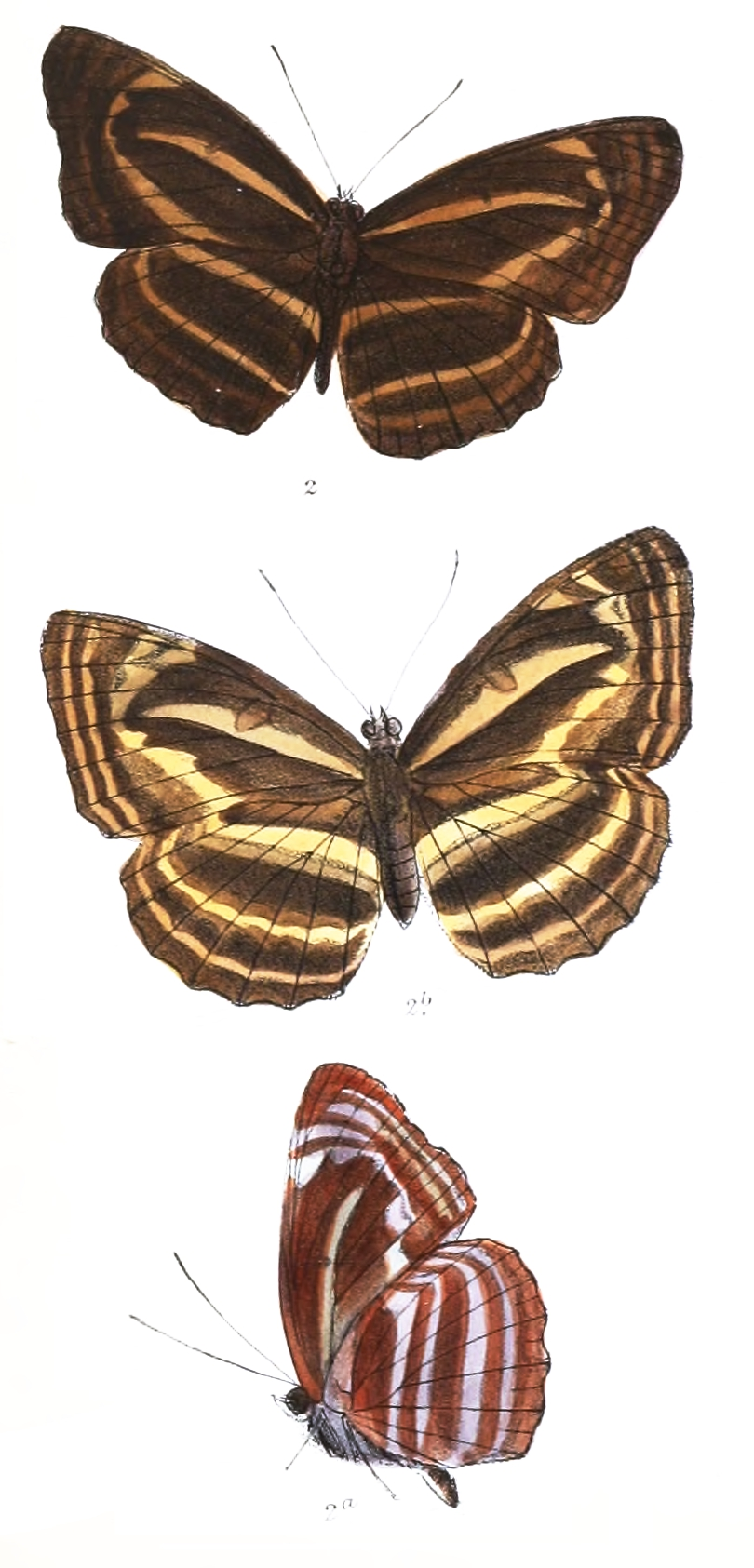